# Antonio Maria Abbatini
Antonio Maria Abbatini (n. 26 ianuarie 1595, Città di Castello, Umbria, Italia – d. martie 1679, Città di Castello, Umbria, Italia) a fost un compozitor italian.
Abbatini pleacă împreună cu fratele lui Guidobaldo la Roma, unde deține din 1626 până în 1628 funcția de Maestro di cappella la biserica San Giovani in Laterano. După aceea pleacă pe același post la catedrala din Città di Castello (Perugia). Din 1633 este la catedrala din Orvieto, iar apoi iarăși la Città di Castello. Din 1640 în sfîrșit Abbatini revine la Roma pe postul de Maestro di cappella la biserica Santa Maria Magiore și la diferite alte biserici din Roma. În această perioadă, pe lângă compunerea muzicii pentru sărbătorile religioase și organizarea acestora, el are și o serie de responsabilități didactice, cu care ocazie scrie unele tratate de teorie muzicală. Piesa muzicală dramatică Il pianto die Rodomonte este considerată o preformă a operei, lui Abbatini fiindu-i atribuită și prima operă bufă. Majoritatea operelor sacre și pieselor instrumentale compuse de Abbatini nu s-au păstrat.

## Opere (Selecție)
- Dal male il bene , comedie muzicală în trei acte, împreună cu Marco Marazzoli (actul 2). Libretul de Giulio + Giacomo Rospigliosi, după P.Calderon de la Barca. Premieră la 16 mai 1654 în Roma, Palazzo Barberini, cu ocazia căsătoriei lui Matteo Barberini, Principe di Palestrina, cu Olimpia Giustiniani.
- Ione, operă în 3 acte. Libretul de Antonio Draghi, 1666 Roma.
- La comica del cielo ò vero la Baltasara, comedie muzicală în trei acte. Libretul de Giulio Rospigliosi. Premiera la 5 ianuarie 1668 Roma, Palazzo Rospigliosi.

1. 1 2  Autoritatea BnF, accesat în 10 octombrie 2015
2. ↑  The Concise Oxford Dictionary of Opera (1996)[*], p. 1 Verificați valoarea |titlelink= (ajutor)